# Ле-Буа (Юра)
Ле-Буа (фр. Les Bois) — громада  в Швейцарії в кантоні Юра, округ Франш-Монтань.

## Географія
Громада розташована на відстані близько 50 км на північний захід від Берна, 40 км на південний захід від Делемона.
Ле-Буа має площу 24,7 км², з яких на 5,5% дозволяється будівництво (житлове та будівництво доріг), 56,8% використовуються в сільськогосподарських цілях, 37,4% зайнято лісами, 0,3% не є продуктивними (річки, льодовики або гори).

## Демографія
2019 року в громаді мешкало 1232 особи (+5,8% порівняно з 2010 роком), іноземців було 7,1%. Густота населення становила 50 осіб/км².
За віковим діапазоном населення розподілялося таким чином: 22,6% — особи молодші 20 років, 58,6% — особи у віці 20—64 років, 18,8% — особи у віці 65 років та старші. Було 505 помешкань (у середньому 2,4 особи в помешканні).
Із загальної кількості 513 працюючих 113 було зайнятих в первинному секторі, 265 — в обробній промисловості, 135 — в галузі послуг.